# Călugăreni, Giurgiu
Călugăreni este satul de reședință al comunei cu același nume din județul Giurgiu, Muntenia, România.

## Istoric
La 23 august 1595, în apropiere a avut loc Bătălia de la Călugăreni, între oastea munteană condusă de Mihai Viteazul și  armata otomană invadatoare condusă de Sinan Pașa. Bătălia a fost pierdută de români.
În perioada interbelică, comuna Călugăreni a fost reședința plășii cu același nume, Călugăreni, a județului Vlașca interbelic.